# راؤول روشيت
ديسير راؤول روشيت (بالفرنسية: Raoul Rochette)‏، هو عالم آثار فرنسي ولد في 9 مارس 1790 في سانت أماند وتوفي في 5 يوليو 1854 في باريس. كان عضوًا في الأكاديمية الفرنسية للنقوش والآداب وأمينًا دائمًا للأكاديمية الفرنسية للفنون الجميلة.

## السيرة الذاتية
ولد راؤول روشيت في 9 مارس 1790 في سانت أماند. هو ابن بول جيلبرت روشيت (دكتور في الطب)، وروز ماري ميليت (ابنة كاتب عدل ملكي في سانت أماند). كان طالبًا في ثانوية بورج.

### الحياة المهنية
راؤول روشيت كان أستاذًا في ثانوية لويس الكبرى وفاز بجائزة من معهد فرنسا في عام 1813 عن مذكرة حول المستعمرات اليونانية، التي نشرت لاحقًا بعنوان "تاريخ نقدي لتأسيس المستعمرات اليونانية". عُيّن في عام 1815 أستاذاً مُحاضراُ في المدرسة العليا وفي عام 1816 في الأكاديمية الفرنسية للنقوش والآداب.
بصفته شرعيًا وكاثوليكيًا، اختاره فرانسوا جيزو ليحل محله في السوربون من 1816 إلى 1818. في عام 1818، عُيّن محافظًا لمجلس العملات في مكان ميلين، وشغل هذا المنصب حتى عام 1848، حيث درّس علم الآثار، وهو مجال لم يكن بعد معترفًا به في الجامعة.
في عام 1820، حلّ محل كاترمر دي كوينسي أستاذًا لعلم الآثار. أُنتخب في عام 1838 عضوًا في الأكاديمية الفرنسية للفنون الجميلة، وأصبح في العام التالي أمينها الدائم. في عام 1835، شارك مع جان دي ويت في تأسيس مجلة "حوليات المعهد الأثري".
بعد فصله من المكتبة الوطنية في عام 1848، كرس نشاطه للبحث الأثري. شغل منصب محرر قسم الآثار في مجلة "جورنال دي سافان"، وتولى كتابة المراجعات لكل ما ينشر في هذا المجال في فرنسا وأوروبا. تميزت مسيرته بنزاع علمي مع جان أنطوان لترون، عضو الأكاديمية الفرنسية للنقوش والمتخصص في مصر البطلمية، وزميله في المكتبة الوطنية منذ عام 1832.

## العضوية
كان عضو فى:
- الجمعية الأثرية الأمريكية
- أكاديمية سانت بطرسبرغ للعلوم
- المعهد الالمانى للآثار
- الأكاديمية البافارية للعلوم والإنسانيات
- أكاديمية النقوش والآداب
- الأكاديمية الروسية للعلوم